# Train autonome

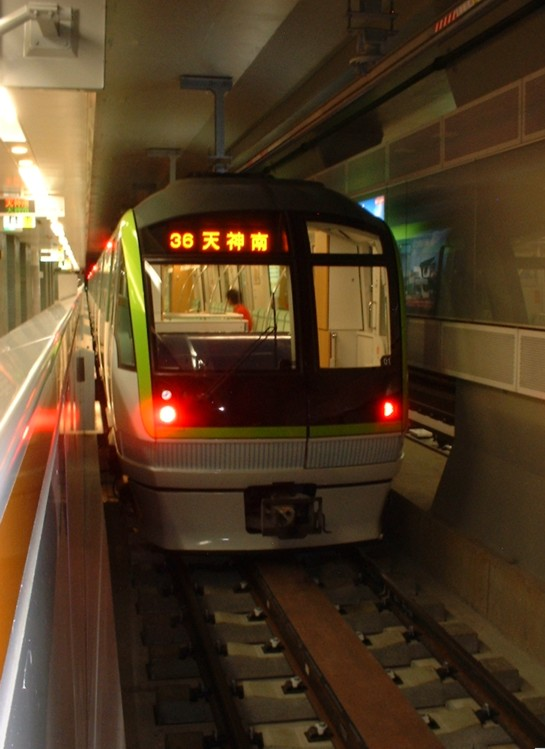
Rame de métro automatique sur la ligne Nanakuma du métro de Fukuoka (Japon).

Un train autonome est un train se déplaçant à l'aide d'un système ATO (de l'anglais : Automatic Train Operation) qui fournit une conduite plus ou moins automatique en fonction de son niveau d'automatisation.   
Si ce procédé est déjà utilisé sur des métros, il est encore au stade expérimental sur des trains circulant sur les réseaux ferrés généralistes.
L'intérêt du train autonome est multiple :
- il est possible d'augmenter la capacité d'une ligne saturée en augmentant le nombre de trains par heure ;
- une conduite économe en énergie est possible facilement.

Le niveau de sécurité doit être au moins égal au niveau de sécurité assuré par un système de conduite manuel. 
Ce type d'automatisation repose généralement sur des systèmes de contrôle des trains basé sur la communication (CBTC). 

## Niveaux d'automatisation
Les niveaux d'automatisation sont généralement appelés « GoA » (de l'anglais : Grade of Automation). Au nombre de quatre (GoA1 à GoA4), ils sont définis par la Commission électrotechnique internationale dans la norme internationale IEC-62290-1 et par l'Union internationale des transports publics. 
Le GoA1 correspondant à un train à conduite manuelle contrôlée dotée d'un contrôle de vitesse par balise (KVB en France) interdisant les survitesses.
Le GoA2 assure un contrôle automatique de l'accélération et du freinage du train. Le conducteur, en cabine, reste responsable de la sécurité et de la détection des obstacles par exemple. Il gère les portes, le départ et les aléas.
Le GoA3 correspond à un train entièrement automatique qui assure la traction et le freinage, mais aussi la détection des obstacles. Il contrôle l'état du train et détecte des problèmes dans l'environnement. Une personne, qui peut être un contrôleur, est présent dans le train et peut intervenir auprès des clients et en cas de besoin particulier. Une personne en cabine en permanence n'est pas nécessaire.
Le GoA4 correspond à un train apte à tout gérer et qui ne présente pas de personnel à bord (à l'image des lignes 1, 4 et 14 dans le métro parisien).
| Basic functions of train operation                                                                           | Basic functions of train operation                                                                                            | On-sight train operation TOS         | Non-automated train operation NTO | Semi-automated train operation STO | Driverless train operation DTO | Unattended train operation UTO |
| Basic functions of train operation                                                                           | Basic functions of train operation                                                                                            | GOA0                                 | GOA1                              | GOA2                               | GOA3                           | GOA4                           |
| --- | --- | ------------------------------------ | --------------------------------- | ---------------------------------- | ------------------------------ | ------------------------------ |
| Ensuring safe movement of trains                                                                             | Ensure safe route | X (points command/control in system) | S                                 | S                                  | S                              | S                              |
| Ensuring safe movement of trains                                                                             | Ensure safe separation of trains                                                                                              | X                                    | S                                 | S                                  | S                              | S                              |
| Ensuring safe movement of trains                                                                             | Ensure safe speed | X                                    | X (partly supervised by system)   | S                                  | S                              | S                              |
| Driving | Control acceleration and braking                                                                                              | X                                    | X                                 | S                                  | S                              | S                              |
| Supervising guideway                                                                                         | Prevent collision with obstcales                                                                                              | X                                    | X                                 | X                                  | S                              | S                              |
| Supervising guideway                                                                                         | Prevent collision with persons                                                                                                | X                                    | X                                 | X                                  | S                              | S                              |
| Supervising passenger transfer                                                                               | Control passengers doors | X                                    | X                                 | X                                  | X or S                         | S                              |
| Supervising passenger transfer                                                                               | Prevent injuries to persons between cars or between platform and train                                                        | X                                    | X                                 | X                                  | X or S                         | S                              |
| Supervising passenger transfer                                                                               | Ensure safe starting conditions                                                                                               | X                                    | X                                 | X                                  | X or S                         | S                              |
| Operating a train                                                                                            | Put in or take out of operation                                                                                               | X                                    | X                                 | X                                  | X                              | S                              |
| Operating a train                                                                                            | Supervise the status of the train                                                                                             | X                                    | X                                 | X                                  | X                              | S                              |
| Ensuring detection and management of emergency situations                                                    | Perform train diagnostic, detect fire/smoke and detect derailment, handle emergency situations (call/evacuation, supervision) | X                                    | X                                 | X                                  | X                              | S and/or staff in OCC          |
| X = responsibility of operation staff (may be realised by technical system) S = realised by technical system | |                                      |                                   |                                    |                                |                                |

## Exemples par pays

### Allemagne
Dès 2021[Passage à actualiser], des trains doivent commencer à devenir autonomes en Allemagne par Alstom.
Dès 2021[Passage à actualiser], un train sans conducteur a effectué ses premiers trajets sur le réseau urbain de Hambourg, une « première mondiale », selon Deutsche Bahn et Siemens.
D'ici 2023[Passage à actualiser], la Deutsche Bahn doit faire circuler des trains en Allemagne en profitant de l'avancée des technologies de véhicule autonome.

### Australie
En Australie, depuis le 10 juillet 2018, un train autonome de trois kilomètres de long et tiré par trois locomotives transporte 28 000 tonnes de minerais, à une vitesse d'environ 80 km/h, entre la mine de fer de Tom Price (Rio Tinto) et le port de Cap Lambert sur une distance de 280 kilomètres.

### Canada
Le 31 juillet 2023, à Montréal au Canada, le Réseau express métropolitain est mis en service pour sa première phase et accueille ses premiers passagers. Ce train autonome est un métro aérien de niveau GoA4 entièrement automatique sans conducteur.

### Chine
La Chine veut mettre en place des trains autonomes avec conducteur d'ici 2022[Passage à actualiser] sur la ligne reliant Pékin et Zhangjiakou pour les Jeux olympiques d'hiver.
En 2021, il s'agit des plus rapides trains autonomes mondialement.

### Europe
Des projets européens ont été initiés sur le sujet des trains autonomes :
- Projet Shift2Rail contient une section consacrée à ce sujet

- Projet TAURO

- Projet ERJU

### France
La SNCF a initié un programme de recherche sur le train autonome dès 2016. Il a été annoncé en septembre 2018 le lancement de plusieurs projets de recherches avec la participation de plusieurs consortiums pour un budget total de 57 millions d'euros (aides à la recherche comprises et fonds propres des partenaires).
4 consortiums ont été créés pour ce projet :
Train de fret autonome
Lié à L'IRT Railenium, ce consortium a pour ambition de montrer un prototype de Train de fret autonome pour mi 2023 en GoA4.
Il est composé de : Railenium, Alstom, Altran (maintenant Cap Gemini), Ansaldo et SNCF.
Le 29 octobre 2020, une locomotive Prisma BB 27000 de la SNCF a réalisé un trajet de 40 minutes entre Longwy et Longuyon de manière autonome.
Train autonome service voyageurs
Lié également à l'IRT Railenium, ce consortium a pour ambition de faire la démonstration d'un prototype de train autonome passager pour mi 2023 en GoA4.
Il est composé de : Railenium, Bombardier (maintenant Alstom), Bosch, SpirOps, Thales et SNCF.
TCRail : La télé-conduite de train de fret
Ce projet de recherche lié à Railenium et maintenant terminé en 2021 avait pour but de tester la téléconduite de train à distance notamment comme mode de secours pour les trains autonomes mais aussi comme cas d'usage pour des petits parcours éloignés des ressources de conduite.
Le consortium était composé de Railenium, Thales, Ekatcom, Le CNES et SNCF.
TAS/DOS : La détection de la signalisation latérale et des obstacles liée à l'IRT SystemX, ces deux projets successifs (DOS, le second, se termine en mai 2022) se focalisaient sur la détection de la signalisation latérale lumineuse (qui reste une généralité sur le réseau français) et sur la détection d'obstacles sur la voie. Le consortium était composé de SystemX, Systra, Alstom et SNCF.
Taxirail est un train léger autonome développé depuis 2017 par la start-up bretonne EXID Concept & Développement. Il s’agit d’un train de 40 places (dont 16 assises) à motorisation hybride (GNV ou H2) doté de fonctions permettant le transport à la demande et le platooning, suivant l’affluence de voyageurs. Son entrée en service commercial est annoncée pour 2024.
Ecotrain est un projet train léger autonome, développé en Open source, en cours de développement depuis 2019 par les sociétés Socofer et Stratiforme. Deux versions de trains autonomes sont prévues pour une commercialisation à partir 2025 : une version « voyageur » avec 32 places et une version « microfret », permettant le chargement automatique de 20 caissons de fret. Les premiers essais sont prévus en Occitanie en 2023. 

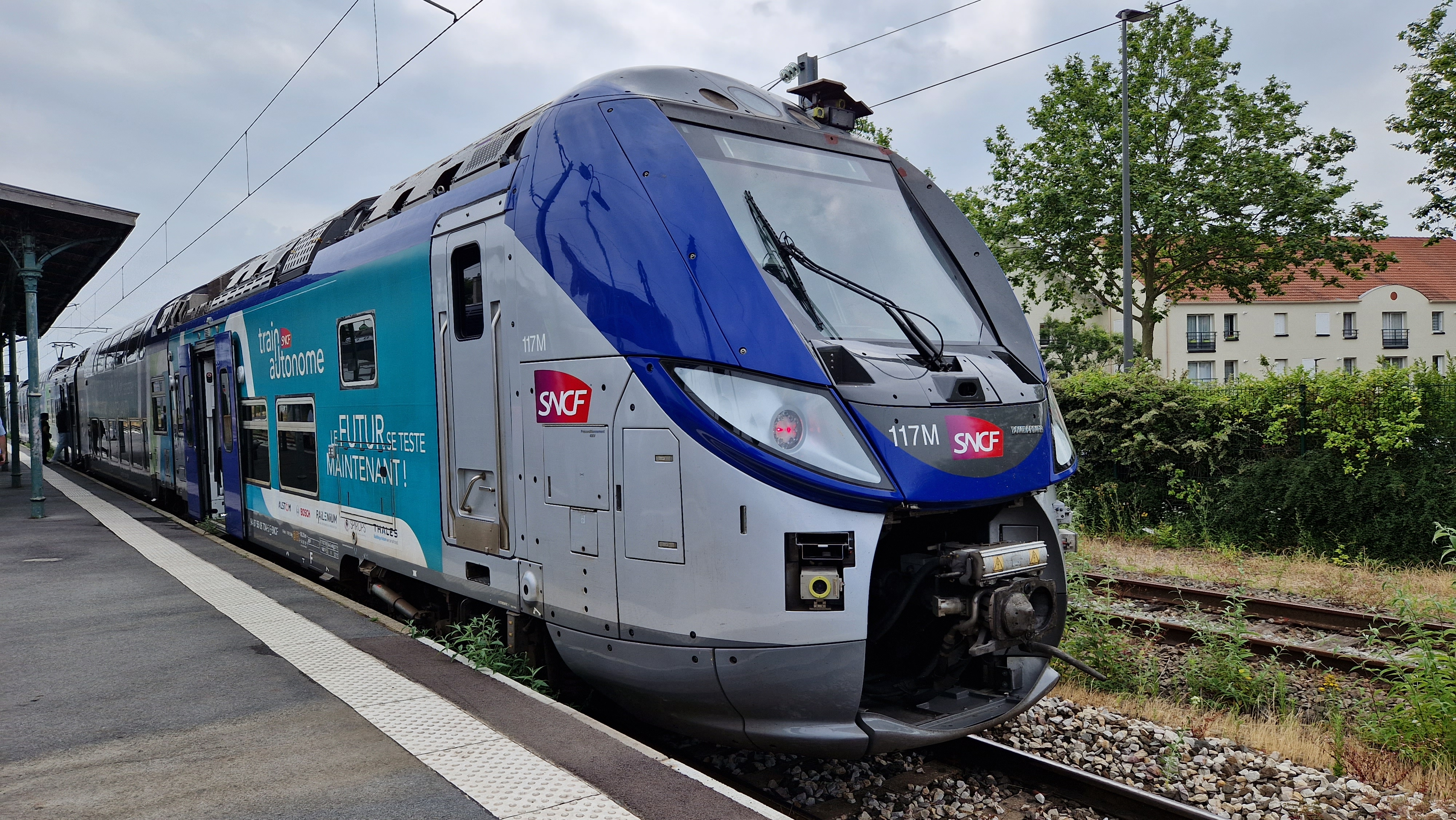
Un train Regio 2N autonome.

Depuis mars 2021, des essais sont effectués en partenariat avec la région Hauts-de-France avec un train Régio2N spécialement équipé de capteurs et logiciels,,.
Les essais lancés début mars 2021 sont effectués sur une voie commerciale.
Dans un premier temps, la rame circule en mode semi-autonome pour récupérer de l'expérience sur la couleur des feux de signalisation et l'environnement du train et ainsi améliorer et rectifier les algorithmes.
Du 24 au 28 janvier 2022, des essais en conduite assistée sur signalisation latérale ont été effectué entre Longwy et Longuyon.

### Japon
Les trains des trois lignes du métro de Fukuoka sont opérées sans conducteur. 

### Pays-Bas
En février 2020, aux Pays-Bas, un train autonome est essayé avec des passagers à bord sur une distance de treize kilomètres entre Groningen et Zuidhorn.

### Roumanie
Le métro de Cluj-Napoca sera une ligne intégralement souterraine qui desservira l’ensemble de la métropole. Une fois en service, ce sera le deuxième réseau de métro de Roumanie après celui de Bucarest, mais surtout la première ligne 100 % automatique sans conducteur du pays. 
Alstom sera chargé de l’intégration du système, de la signalisation et des télécommunications, de l’alimentation électrique, des travaux de voie, des portes de quai, du centre de sécurité et de contrôle, ainsi que de la mise en œuvre de solutions de cybersécurité. Alstom déploiera pour la première fois en Roumanie le niveau d’autonomie 4 (GoA4), soit le plus élevé, en s’appuyant sur sa solution de signalisation grande capacité Urbalis, système de contrôle des trains basé sur la communication (CBTC). 